# Киборги (фильм)
«Киборги» — украинский полнометражный художественный фильм режиссёра Ахтема Сеитаблаева о боях в Донецком аэропорту, во время вооружённого конфликта на востоке Украины. Фильм снят по оригинальному сценарию Натальи Ворожбит.
Кинолента является одним из победителей 8-го конкурсного отбора Госкино Украины и получила государственную финансовую поддержку в 50 % себестоимости фильма в размере 24 миллионов гривен. Общая стоимость фильма оценивается почти в 48 млн гривен.
Премьера кинокартины на Украине состоялась 6 декабря 2017 года — в День Вооружённых сил Украины.

## Съёмки
Съёмки начались 9 февраля 2017 года. Съёмочная площадка находилась в селе Крюковщина Киевской области. Часть материала была отснята в Черниговской области: на Гончаровском полигоне воссоздали сцены танковых боев, а на взлётно-посадочной полосе запасного Черниговского аэродрома — экстерьер аэродрома.
Консультантом ленты выступил Кирилл Недря (позывной «Доцент») — один из украинских военных, участвовавших в обороне донецкого аэропорта. Преподаватель Днепропетровского университета внутренних дел Кирилл Недря получил контузию в терминале аэропорта незадолго до того, как его покинул.
Съёмки завершились в апреле 2017, после чего начался этап монтажа.

## Сюжет
Фильм рассказывает историю одного двухнедельного боевого дежурства в сентябре 2014 года. Группа украинских военных впервые приезжает в повреждённое боевыми действиями здание старого терминала Донецкого аэропорта им. Сергея Прокофьева.
Доброволец с позывным «Мажор» (Макар Тихомиров), музыкант и сын влиятельных родителей, тайком убежал на войну. Он пытается понять свою роль на этой войне, саму войну, и что будет после неё. Вместе с ним ещё шестеро военных, чьими прототипами являются реальные украинские военные.

## В ролях
В феврале 2017 года перед началом съёмок фильма режиссёр Ахтем Сеитаблаев заявлял, что в ленте будет шесть главных героев с позывными «Мажор», «Серпень», «Гид», «Суббота», «Марс» и «Старый». В более позднем интервью, данном в августе 2017 изданию «Радио Свобода», Сеитаблаев заявил, что протагонистов в фильме будет всего пятеро. В вышедшем фильме их семеро, включая непрофессионального медика, добровольца со времён Евромайдана, психолога с духовным образованием по прозвищу «Псих».
| Актёр                | Роль                                                    |
| -------------------- | ------------------------------------------------------- |
| Макар Тихомиров      | «Мажор» (Антон Ясинский)                                |
| Вячеслав Довженко    | «Серпень»                                               |
| Андрей Исаенко       | «Суббота»                                               |
| Роман Ясиновский     | «Гид»                                                   |
| Виктор Жданов        | «Старый»                                                |
| Александр Пискунов   | «Марс»                                                  |
| Константин Темляк    | «Псих»                                                  |
| Роман Семисал        | «Редут» (Александр Трепак)                              |
| Александр Загородний | тележурналист Александр Загородний (камео)              |
| Владислав Журенко    | оператор Владислав Журенко (камео)                      |
| Андрей Шараскин      | «Богема» (камео)                                        |
| Олег Драч            | начальник генерального штаба Муженко, Виктор Николаевич |
| Александр Мельник    | пленный ополченец                                       |
| Всеволод Шекита      | пленный россиянин                                       |
| Игорь Салимонов      | командир ДНР                                            |
| Евгений Нищук        | капеллан                                                |

## Релиз
15 августа 2017 Госкино Украины и украинский кинопрокатчик — компания UFD — презентовали первый официальный тизер фильма. В тизере звучит песня группы Океан Эльзы «Не твоя война».

## Реакция

### Сборы
За два уик-энда фильм собрал 15,752 млн гривен, фильм увидели 212 182 зрителя. Таким образом был установлен новый рекорд для отечественных фильмов в украинском прокате.

### Критика
Фильм получил смешанные отзывы критиков. Одни отмечали слабую режиссуру и слабую экшн-сторону, а также преобладание «картонных» диалогов, другие высоко оценили реалистичность боевых сцен.
При этом первый заместитель главы Госкино Украины Сергей Неретин достаточно эмоционально в резкой форме призвал кинокритиков придержать свои негативные отзывы о фильме до завершения конфликта на востоке страны и возвращения Крыма в состав Украины.
Сам режиссёр «Киборга» Ахтема Сеитаблаева отметил: «С одной стороны, я очень хорошо понимаю, что психологическая военная драма, которая выходит в свет во время войны, будет нести в себе привкус пропаганды. Но есть пропаганда здорового образа жизни, призыв к тому, чтобы человек себе не вредил. Так вот, в этом смысле фильм „Киборги“ — пропаганда. Это пропаганда здравого смысла и чувства вкуса».
В интервью изданию «Свидоми» сценаристка фильма Наталья Ворожбит заявила: «Киборги — очень украинское кино, где присутствует героизация, а где героизация, там всегда есть элементы пропаганды, основанные на вере в своего героя. <…> следует помнить, что это хороший пропагандистский фильм, а ведь есть плохие. <…> Когда только закончилось событие, мы сразу взялись за общение с участниками: они приходили на съёмку, консультировали по сценарию и тому подобное. Наверное, поэтому фильм получился в определённой степени пропагандистским, патриотическим, но, кажется, вызывал меньшее раздражение по сравнению со многими другими, так как состоял из реальных историй. неподдельные эмоции».

## Ссылка
- Фильм «Киборги» (2017) Архивная копия от 20 ноября 2017 на Wayback Machine на сайте украинского кинопрокатчика ленты UFD
- Официальная страница Киборги (фильм) в социальной сети Facebook
- «Фильм, который должен посмотреть каждый». Как проходят премьеры проекта «Киборги» по Украине. // Медианяня, 05.12.2017 Архивная копия от 15 января 2021 на Wayback Machine
- Фильм «Киборги» на сайте 1+1 video Архивная копия от 31 марта 2019 на Wayback Machine
- Юлия Туник (15 декабря 2017). Режисер Ахтем Сеітаблаєв: Так, фільм «Кіборги» - це пропаганда. Пропаганда здорового глузду і смаку [Director Akhtem Seitablayev: Yes, the film "Cyborgs" is propaganda. Propaganda of common sense and taste]. Главком[укр.] (укр.). Архивировано 31 марта 2023. Дата обращения: 19 декабря 2017.
- Денис Рузаев. Ще не вмерла Чем украинские «Киборги» лучше российского «Крыма» // Lenta.ru. — 2018. — 3 апреля.